# Enzo Bianco
Vincenzo Bianco, detto Enzo (Aidone, 24 febbraio 1951), è un politico italiano, più volte sindaco di Catania, oltreché sindaco dell'omonima città metropolitana dal 2016 al 2018.
È stato ministro dell'Interno nei governi D'Alema II e Amato II, deputato alla Camera per due legislature (XI e XIV), senatore della Repubblica (XV e XVI), ricoprendo vari incarichi parlamentari, tra cui quello di presidente del COPACO.

## Biografia

### Studi e primi anni
Nasce ad Aidone, in provincia di Enna, ma si trasferisce all'età di 9 anni a Catania, dove ha studiato al liceo classico Mario Cutelli.
Nel 1974 si è laureato in giurisprudenza con il massimo dei voti e la lode, con una tesi in scienze dell'amministrazione sulla soppressione degli enti pubblici inutili. Ha frequentato a Bologna la Scuola di perfezionamento in scienze dell'amministrazione. È iscritto all'Albo degli Avvocati dal 1976.
È stato membro dell'"European Liberal-Democratic Bureau" dal 1984 al 1990.
Esperto di finanza internazionale, ha lavorato dal 1977 al 1983 presso il Servizio Studio del Crediop; dal 1983 al 1988 è stato amministratore delegato di una engineering company che ha costruito impianti agroindustriali operante in Cina, Algeria, America Latina.

### L'ingresso in politica
Dal 1976 al 1979 è stato segretario nazionale della Federazione Giovanile Repubblicana, l'organizzazione giovanile del Partito Repubblicano Italiano (PRI). Cresciuto alla scuola di Ugo La Malfa, Bruno Visentini e Giovanni Spadolini, dal 1980 al 1984 è stato responsabile della politica esterna del PRI.
Nel 1987 è stato Capo della Segreteria tecnica e del Servizio Studi del Ministero dell'Industria.
Viene candidato alle elezioni regionali in Sicilia del 1991 col PRI, venendo eletto nel collegio di Catania deputato all'Assemblea regionale siciliana (ARS).
Alle elezioni politiche del 1992 si candida, e viene eletto, alla Camera dei deputati tra le liste del PRI. Nel corso della XI legislatura lavora alla Legge 25 marzo 1993, n. 81 sull'elezione diretta del sindaco, in collaborazione con il movimento referendario di Mario Segni, di cui è vicepresidente.

### Sindaco di Catania (1º, 2º e 3º mandato)
Alle elezioni comunali del 1988 viene eletto consigliere comunale di Catania, città di cui diventa primo cittadino nel luglio dello stesso anno per pochi mesi fino al 1989, una breve esperienza, ma che lo porterà a farsi una prima notorietà nazionale, grazie a una gestione della città che i media chiameranno "primavera catanese".
Nel 1993 partecipa e vince le primarie organizzate dal movimento civico Patto per Catania, promosso dallo storico movimento di società civile "CittàInsieme", diventando pochi mesi dopo nuovamente sindaco di Catania, seconda città siciliana per numero di abitanti, con una vittoria su Claudio Fava, anche lui candidato del centrosinistra per La Rete. Poco dopo entra nella segreteria nazionale del PRI. Il 29 settembre 1993 lascia il PRI per fondare, con altri repubblicani dissidenti, Alleanza Democratica, che si presenta alle elezioni politiche del 1994 con una lista all'interno dell'Alleanza dei Progressisti, raccogliendo poco più dell'1% dei voti.
Nel 1995 diventa presidente dell'Associazione Nazionale Comuni Italiani (ANCI)  rilanciandone l'attività con Francesco Rutelli (sindaco di Roma), Antonio Bassolino (sindaco di Napoli), Massimo Cacciari (sindaco di Venezia), Valentino Castellani (sindaco di Torino), Marco Formentini (sindaco di Milano), Walter Vitali (sindaco di Bologna) e Leoluca Orlando (sindaco di Palermo), incarico che ricopre sino al gennaio 2000; dal 1997 guida la delegazione italiana al Comitato delle Regioni dell'Unione europea, nel novembre dello stesso anno gli viene confermata col 63,16% dei voti la carica di sindaco di Catania.
Nel novembre 1998, forte della sua esperienza di Sindaco, fonda con altri primi cittadini d'Italia e l'associazione verde Legambiente, il movimento Centocittà, che confluirà nel febbraio 1999 ne I Democratici.

### Ministro dell'Interno
Nel dicembre 1999 è nominato dal Presidente Ciampi Ministro dell'Interno nel governo D'Alema II; sarà confermato più tardi nel Amato II. Sotto il suo ministero avvengono i fatti violenti del Global Forum di Napoli. Particolari critiche, fino alla richiesta di dimissioni, vengono rivolte a Bianco sull'arresto di Alessandro Geri, presunto telefonista delle Br nell'ambito dell'omicidio di Massimo D'Antona. Geri si rivelerà dopo pochi giorni innocente, mentre il ministero dell'interno viene accusato di aver fatto pressione alla magistratura per trovare al più presto soluzione al caso.
Sottoscrive decine di trattati internazionali sul fenomeno dei migranti e per la sicurezza. Vara il progetto di “polizia di prossimità”. Firma il Testo Unico degli Enti Locali. Vara, con il Ministro della Difesa Sergio Mattarella, il nuovo ordinamento dell'Arma dei Carabinieri. Nomina Capo della Polizia Gianni De Gennaro e con lui i prefetti Alessandro Manganelli e Alessandro Pansa. Gestisce anche la sicurezza durante il Giubileo del 2000.

### Ritorno al Parlamento
Alle elezioni politiche del 2001 non riesce ad essere eletto nel collegio maggioritario, venendo quindi "ripescato" nella quota proporzionale nella circoscrizione Sicilia 2 e torna ad occupare un seggio nel Parlamento italiano. Il successivo 3 agosto viene eletto presidente del Comitato parlamentare di controllo sui servizi segreti (COPACO), ricevendo sei voti su sette votanti.
Dal 2002, a seguito dello scioglimento de I Democratici, confluisce ne La Margherita di Rutelli. Si candida il 13 maggio nuovamente come sindaco di Catania alle elezioni amministrative italiane del 2005, ma riceve il 45,7% dei voti e viene sconfitto dal candidato del centrodestra sindaco uscente Umberto Scapagnini. Quest'ultimo verrà poi condannato in via definitiva per reati elettorali proprio riguardo a quelle elezioni.
Alle politiche del 2006, candidatosi in Sicilia, viene eletto al Senato della Repubblica. Successivamente aderisce al gruppo de L'Ulivo e, con le dimissioni di Nicola Mancino (eletto membro del CSM), diventa presidente della Commissione Affari Costituzionali.
Alle politiche del 2008 è rieletto al Senato della Repubblica per il Partito Democratico, sempre in Sicilia. Il 9 febbraio 2008 gli viene conferita la cittadinanza onoraria presso il Comune di Fasano. Porta il suo nome la "bozza Bianco" che costituisce il principale terreno di confronto delle forze politiche principali per la costituzione della nuova legge elettorale.
Nel 2013 non si ricandida scegliendo di tornare all'impegno amministrativo correndo come candidato a sindaco di Catania alle elezioni amministrative del 2013, risultando eletto al primo turno.

### Sindaco di Catania (4º mandato)
Il 9 e 10 giugno 2013, alla guida di una coalizione composta da sette liste di centro-sinistra, batte al primo turno il candidato di centro-destra e sindaco uscente Raffaele Stancanelli e viene rieletto per la quarta volta primo cittadino di Catania con il 50,62% dei voti.
Nel 2014 è stato confermato presidente del Teatro Bellini.
Al Congresso di Milano del 2014 viene eletto all'unanimità Presidente del Consiglio Nazionale dell'ANCI; nel 2015 a Bruxelles è eletto Capo della delegazione Italiana al Comitato delle Regioni.
Viene posto a capo della città metropolitana di Catania dall'8 giugno 2016. Il 10 ottobre 2017 decade da sindaco della città metropolitana a seguito del provvedimento di revoca firmato dal presidente della Regione Crocetta, in recepimento della legge votata dall'ARS che prevede l'elezione diretta dei sindaci metropolitani; a seguito di questa decisione presenta ricorso al TAR. Il 26 novembre il TAR sospende il decreto regionale: di conseguenza, Bianco diviene nuovamente sindaco metropolitano.
Nel 2018 si ricandida ancora a sindaco, sostenuto da 5 liste civiche, ma si ferma al 26,41% dei voti venendo sconfitto al primo turno dal candidato di centro-destra Salvo Pogliese.
Il 15 settembre 2020, la Sezione giurisdizionale della Corte dei conti della Sicilia lo ha condannato al risarcimento del Comune di Catania per 48.000 euro e l’interdittiva legale per anni 10 “per avere contribuito al verificarsi del dissesto finanziario” dell’Ente. Questa decisione è stata annullata dalla Corte di Cassazione, nell’udienza a sezioni civili riunite del 14 maggio 2024. L’ordinanza della Suprema corte ha cancellato senza rinvio l’interdizione alle cariche pubbliche elettive, inoltre stabilendo che la Corte dei Conti non aveva il potere di pronunciarla.

### L'impegno in Anci
Dopo essere stato Presidente dell'Associazione Nazionale Comuni Italiani (ANCI) dal 1995 al 1999, dal 2014 è presidente del consiglio nazionale dell'ANCI, e dal 2021 è anche presidente della commissione "Borghi, Comuni, Pro Loco e Province" degli Stati Generali del Patrimonio Italiano.

## Controversie

### Scandalo Margherita
Nel 2012, viene coinvolto nello scandalo dei finanziamenti pubblici dell'ex partito la Margherita da Luigi Lusi, tesoriere della Margherita. Lusi sostiene di aver versato a Enzo Bianco una somma mensile di 3.000 euro, poi passata a 5.500 euro, in qualità di presidente della defunta assemblea della Margherita. Sebbene l'operazione fosse formalmente legale, Enzo Bianco inizialmente nega tutto tentando di non essere coinvolto nello scandalo. Successivamente ammette di aver ricevuto quel denaro giustificandosi dicendo che lo aveva usato per fare politica.
Infatti, tanto Bianco quanto Rutelli e Bocci (coinvolti anch'essi dall'accusa di Lusi) hanno smentito il loro coinvolgimento nelle attività illecite del Lusi che aveva sottratto milioni di euro dalle casse del partito e alle accuse già avanzate nei riguardi di Lusi si è aggiunto il reato di calunnia.
Il caso torna agli onori della cronaca a seguito della querela che ha sporto lo stesso Bianco ad un utente non registrato di Wikipedia. Peraltro il paragrafo contestato, era stato tratto da un precedente articolo di Gad Lerner. La querela di Bianco viene archiviata per infondatezza della notizia di reato, in quanto l'utente in questione, secondo il PM, aveva esercitato il diritto di cronaca senza dolo alcuno.